# Tusen och en natt (Noice)
Tusen och en natt är en låt av den svenska punkrockgruppen Noice. Låten återfinns som den tolfte och sista låten på deras livealbum Live på Ritz, släppt 1982. Låten spelades in på Ritz i Stockholm den 20 december 1981. Det är den enda låten på albumet som ej är med på något annat album. 
"Tusen och en natt" skrevs av basisten Peo Thyrén och keyboardisten Freddie Hansson.

## Musiker
- Hasse Carlsson – sång/gitarr
- Peo Thyrén – elbas
- Freddie Hansson – klaviatur
- Fredrik von Gerber – trummor